# Історія Компостели
«Істо́рія Компосте́ли» (лат. Historia Compostelana) — латинська хроніка середини ХІІ століття. Присвячена історії Сантьяго-де-Компостели в Галісії. Написана впродовж 1107—1149 років. Упорядкована різними анонімними авторами з кола компостельського архієпископа Дієго Гельміреса. Складається з трьох книг. Охоплює події 1100—1140 років, що мали місце в часи правління Альфонсо VI, Урраки й Альфонсо VII. У книзі описано заснування Компстели, легенда про гробницю святого Якова та початки паломництва, обґрунтування примату Компостели над Брагою тощо. Діяння архієпископа Дієго описані детально, але з упередженням до його політичних опонентів. Одне з найважливіших писемних джерел з історії Піренейського півострова часів розвиненого середньовіччя. Вперше опублікована 1765 року в Мадриді, у збірнику «España sagrada». 

## Назва
- Історія Компостели, або діяння Дієго Гельміреса, першого архієпископа Компостельського лат. Historia Compostellana siue de rebus gestis D. Didaci Gelmírez, primi Compostellani Archiepiscopi — повна назва.
- Істо́рія Компосте́ли (лат. Historia Compostelana) — коротка назва, що утвердилася з XVIII століття.

## Зміст
- У хроніці згадується Туйський договір 1132 року між Португалією та Леоном.

## Видання
- Historia Compostelana // Enrique Flórez, España Sagrada: Teatro geográfico-histórico de la Iglesia de España. Madrid: Real Academia de la Historia, 1747-1879. Tomo XX. Historia Compostelana. 1766. pp. 1-598.  [Архівовано 23 квітня 2019 у Wayback Machine.]